# Escenas de la vida vulgar

Escenas de la vida vulgar, a veces titulada Escenas de la vida conyugal fue una serie de televisión emitida por Televisión española en 1958. Se trata de uno de los primeros espacios de ficción emitidos en la historia de la televisión en España.

## Argumentos
Se trataba de episodios autoconclusivos sin continuidad de trama o personajes. El hilo conductor sería que los argumentos giraban siempre en torno a los problemas que se originan en la convivencia familiar.

## Equipo
Escrita por Antonio Farré de Calzadilla, dirigida por Rafael Martín González y con realización de Pedro Amalio López, Alfredo Castellón y Vicente Llosá.